# Saint David (Granada)
Saint David é uma paróquia de Granada. Sua capital é a cidade de Saint David's.